# Serdar Hudaýberdiýew
Serdar Hudaýberdiýew (* 1. November 1986 in Tschardschou, Turkmenische SSR, UdSSR) ist ein turkmenischer Boxer. Hudaýberdiýew war asiatischer Meister 2009 im Leichtgewicht und Olympiateilnehmer 2012 im Halbweltergewicht.

## Karriere
Seinen ersten Kampf bei einer internationalen Meisterschaft bestritt Hudaýberdiýew im Leichtgewicht (-60 kg) startend bei den Asienmeisterschaften 2006 gegen den Syrer Yasser Sheikhan, welchen er auch klar gewinnen konnte (24:11). Jedoch verlor er bereits im nächsten Kampf – das Viertelfinale – vorzeitig gegen Genebert Basadre, Philippinen (RSC 3.). Auch bei den Asienmeisterschaften im Jahr darauf kam er, diesmal im Federgewicht (-57 kg) startend, über das Viertelfinale nicht hinaus. Trotzdem wurde er für die Weltmeisterschaften 2007 nominiert, verlor hier aber bereits seinen ersten Kampf gegen Han Song-ryong, Nordkorea (23:16), welchen er in der Vorrunde der Asienmeisterschaften 2007 noch geschlagen hatte.
2008 versuchte Hudaýberdiýew vergeblich sich im Leichtgewicht über die asiatischen Olympiaqualifikationsturniere in Bangkok und Astana für die Olympischen Spiele 2008 in Peking zu qualifizieren, da er in Bangkok im Achtelfinale knapp an Urantschimegiin Mönch-Erdene, Mongolei (20:19), und in Astana im Halbfinale an Assylbek Talasbajew, Kirgisistan (20:12), scheiterte.
Die asiatischen Meisterschaften 2009 brachten für Hudaýberdiýew den ersten großen Erfolg seiner Karriere. Nach Siegen u. a. im Halbfinale über Dsorigtbaataryn Enchdsorig, Mongolei (14:1), und im Finale über Jai Bhagwan, Indien (8:3), wurde er Asienmeister im Leichtgewicht. Auch die Weltmeisterschaften 2009 liefen für ihn etwas besser: Nach Siegen über Takashi Sugiura, Japan (16:2), Hu Qianxun, China (10:2), und Dmytro Bulenkow, Ukraine (RSC 2.), erreichte er das Viertelfinale, welches er jedoch gegen den späteren Vizeweltmeister José Pedraza, Puerto Rico (13:4), verlor.
Bei den Asienspielen 2010 startete Hudaýberdiýew erstmals im Halbweltergewicht (-64 kg), tat sich in der ihm neuen Gewichtsklasse noch schwer und schied bereits im Achtelfinale gegen Sanzharbek Rakhmonov, Usbekistan (7:2), aus. Auch die Asienmeisterschaften im Folgejahr waren für ihn nicht von Erfolg gekrönt, da er im Viertelfinale knapp gegen den späteren Silbermedaillengewinner Park Sang-hyuk, Südkorea (15:14) verlor. Nach diesen Misserfolgen konnte Hudaýberdiýew auch bei den Weltmeisterschaften 2011 nicht überzeugen und scheiterte in Vorrunde an Alexander Soljanikow, Russland (17:6). 
Wie schon 2008 versuchte Hudaýberdiýew auch 2012 sich über das asiatische Olympiaqualifikationsturnier in Astana für die Olympischen Spiele 2012 in London zu qualifizieren, was ihm diesmal mit dem Einzug ins Finale auch gelang. Bei den Olympischen Spielen, bei dessen Eröffnung er die turkmenische Flagge trug, schied er jedoch bereits im ersten Kampf gegen Manoj Kumar, Indien (13:7), aus.